# Sławieńskie Wzgórza
Sławieńskie Wzgórza, także Góry – wzniesienie o wysokości 268,9 m n.p.m. leżące na
Wzgórzach Opoczyńskich. Znajduje się pomiędzy wsiami Sławno i Sepno-Radonia w gminie Sławno (powiat opoczyński), stanowiąc najwyższy punkt tej gminy. Sławieńskie Wzgórza są wzniesieniem częściowo zalesionym, w pobliżu ich szczytu ustawiono wiatraki elektrowni wiatrowej. Znajdują się tam także trasy rowerowe i strzelnica.